# Општина Мискиј (Долж)
Мискиј (рум. Mischii) општина је у Румунији у округу Долж.
Oпштина се налази на надморској висини од 207 m.